# Батури
Батури (біл. вёска Батуры) — село в складі Крупського району Мінської області, Білорусь. Село підпорядковане Ігрушківській сільській раді, розташоване в східній частині області.